# Сир (митологија)
Сир је у грчкој митологији било име више личности.

## Митологија
- Сир је био син Аполона и Синопе, по коме се становници Сирије добили назив. О њему је писао Диодор.[1]
- Према Хигину, био је један од Актеонових паса.[2]